# Jean Joire
Jean Victor François Joseph Joire est un sculpteur français né le 5 septembre 1862 à Lille et mort le 8 septembre 1950 à Lomme.

## Biographie
Issu d'une famille de banquiers lillois, élève aux Écoles académiques lilloises entre 1875 et 1880, Jean Joire participe régulièrement au Salon des artistes français à partir de 1891. Il y présente principalement des œuvres animalières, en particulier des chiens de bergers ou des chevaux.
Il ouvre une école de sculpture à Lille avec la collaboration du sculpteur Jacques Merculiano (en) (1859-1935). Son fonds d’atelier semble avoir été détruit et peu d'éléments subsistent de sa bibliographie et de son travail dans les archives de sa famille. Néanmoins sait-on de lui que jusqu'en 1914, il passait la belle saison  au château Joire, l'actuelle Maison des Enfants, de Lomme, commune rattachée de Lille. Dans le parc ouvert sur l'extérieur, certaines de ses œuvres étaient visibles de la rue jusqu'à leur destruction durant la Première Guerre mondiale.

## Œuvres dans les collections publiques
- Lille :
  - Cercle mixte des officiers de garnison, rue du Pont Neuf : En Vedette, 1913, statue équestre en bronze[5].
  - palais des Beaux-Arts : « Tom », chien berger belge, 1905, bronze[4].
- Roubaix, La Piscine : Tête de bouledogue, 1927, bronze.

Œuvres de Jean Joire
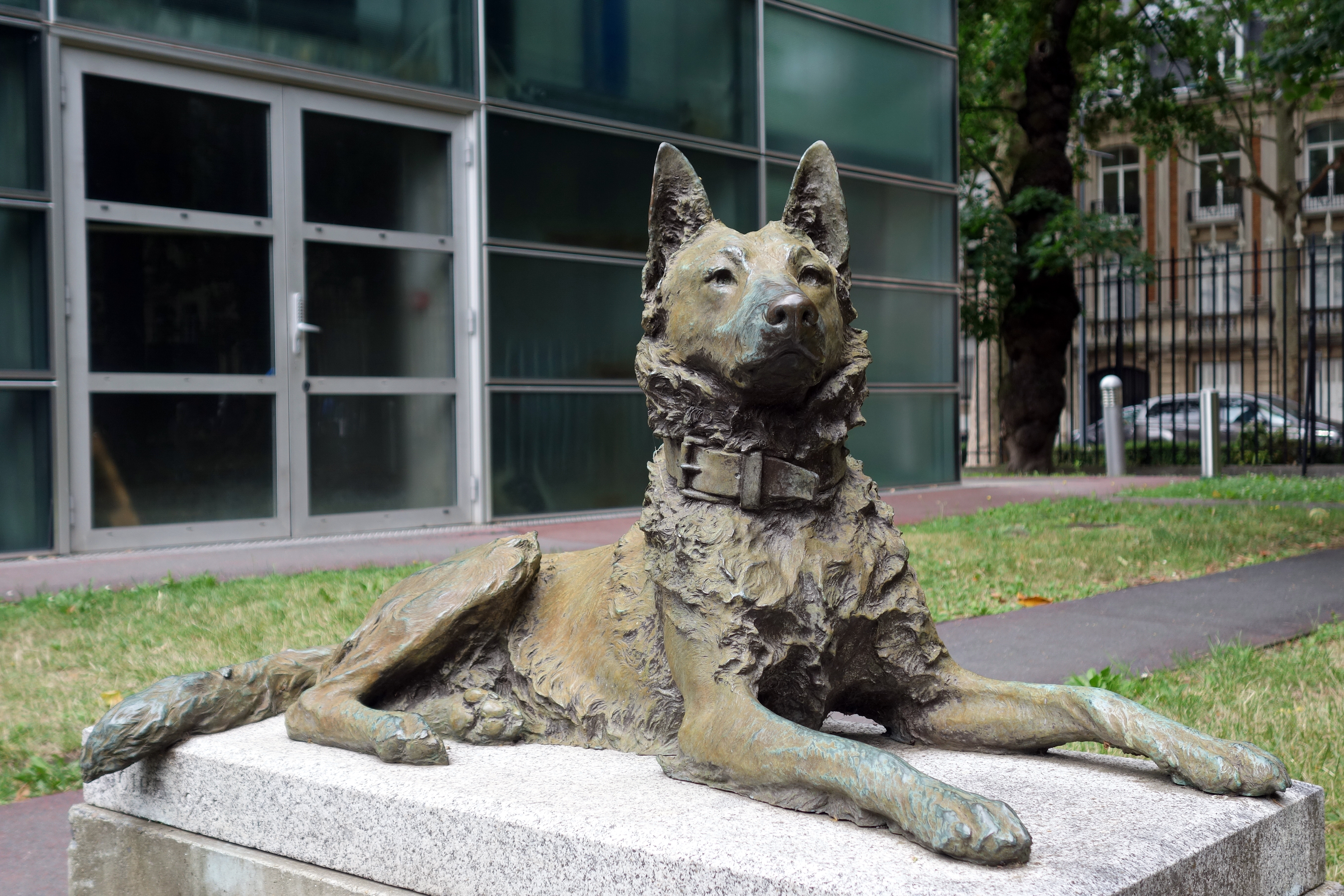
« Tom », chien berger belge (1905), palais des Beaux-Arts de Lille.
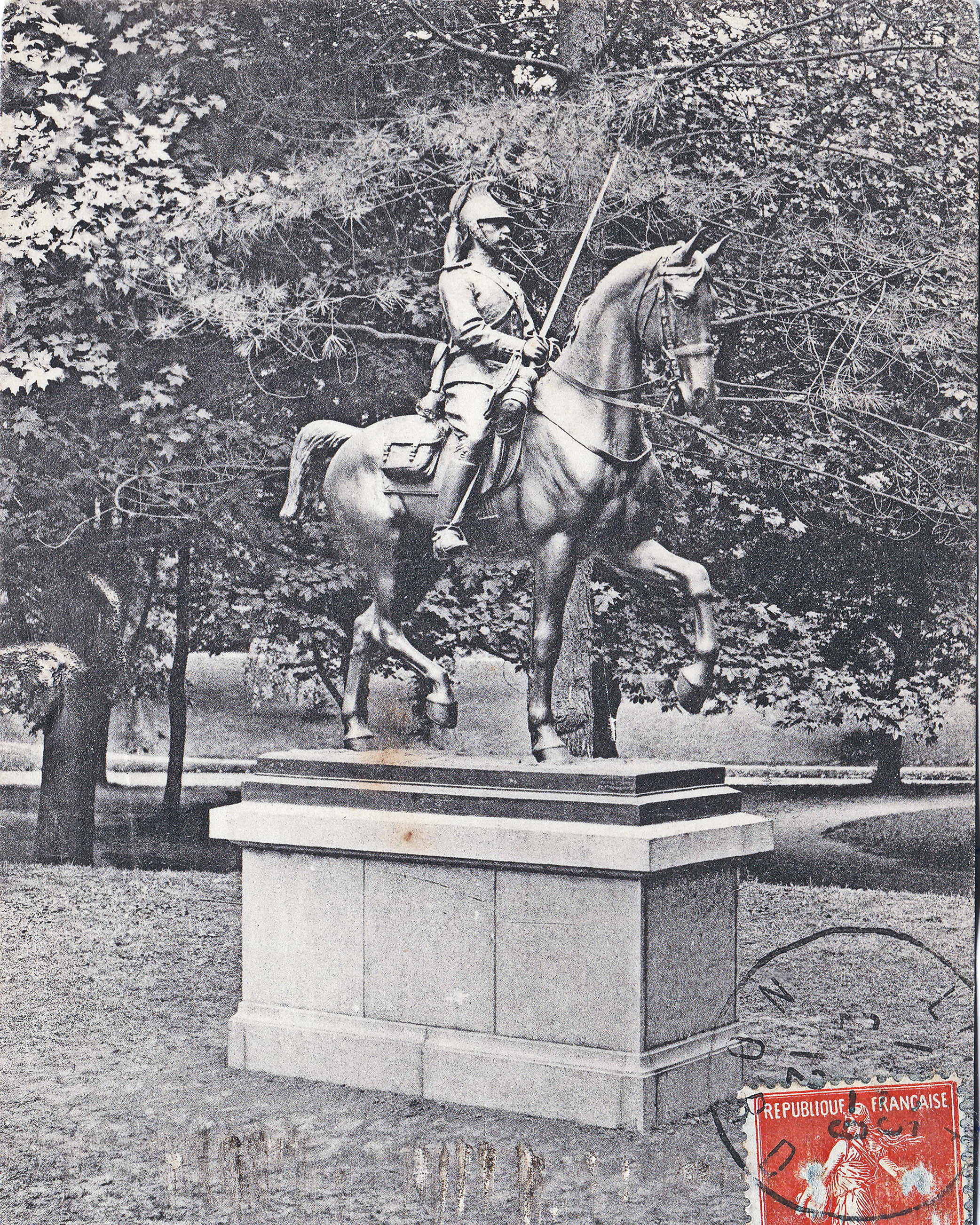
En Vedette (1913), Lille, Cercle mixte des officiers de garnison.